# Уэлсли, Генри, 3-й герцог Веллингтон
Генри Уэлсли, 3-й герцог Веллингтон (5 апреля 1846, Эпсли-хаус — 8 июня 1900, Стратфилд Сайе Хаус) — британский аристократ и политик-консерватор. Второй сын генерал-майора лорда Чарльза Уэлсли (1808—1858) и Августы Софии Энн Пирпойнт (ум. 1893). Его дедом был знаменитый английский полководец Артур Уэлсли, 1-й герцог Веллингтон. Младший брат — Артур Чарльз Уэлсли, 4-й герцог Веллингтон.

## Биография
В 1859—1865 годах Генри Уэлсли учился в Итонском колледже. 16 мая 1865 года он поступил прапорщиком во 2-й батальон Гренадерского Гвардейского полка. 1 июля 1881 года Генри Уэлсли получил чин майора, а 28 июня 1882 года вышел в отставку.
В 1868 году он безуспешно баллотировался в Палату общин на парламентских выборах в округе Эндовер. В 1874 году выиграл выборы в Эндовере в Палату общин, где заседал до 1880 года.
13 августа 1884 года после смерти своего дяди Артура Ричарда Уэлсли (1807—1884), 2-го герцога Веллингтона (1852—1884), Генри Уэлсли унаследовал титулы: герцога Веллингтона, князя Ватерлоо, герцога Сьюдад-Родриго и герцога Виториа. Впоследствии его сестры Виктори и Мария получил звание дочерей герцога.

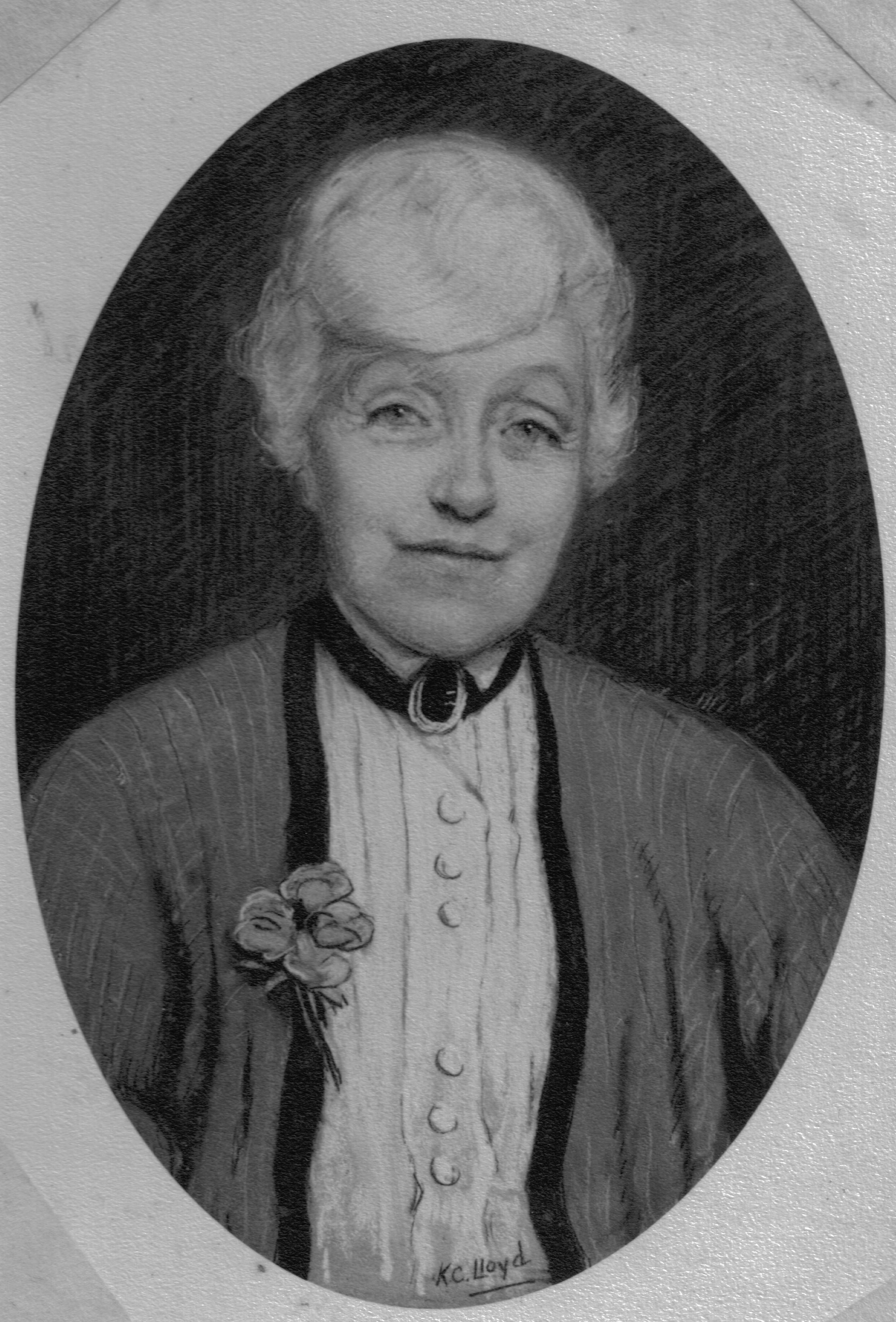
Эвелин, герцогиня Веллингтон

22 ноября 1884 года Генри Уэлсли был назначен почётным полковником артиллерии в графстве Хэмпшир, а 10 апреля 1886 года он стал почётным полковником милиции Западного Йорка.
Генри Уэлсли, герцог Веллингтон, был специальным послом в Испанию на похороны короля Альфонсо XII в 1885 году. Также являлся председателем Общества по борьбе с нищенством.
Герцог Веллингтон скончался 8 июня 1900 года в родовом имении Стратфилд Сайе и был там похоронен.
7 марта 1882 года Генри Уэлсли женился на Эвелин Катрин Гвенфре Уильямс (1855 — 11 марта 1939), дочери подполковника Томаса Пирса Уильямса (1795—1875) и Эмили Бэкон (ум. 1874). Брак был бездетным. Титул герцога Веллингтона унаследовал его младший брат Артур Чарльз Уэлсли.